# Alliet Bautista Bravo
Alliet Mariana Bautista Bravo (Ciudad de México, 19 de enero de 1968) es una política mexicana, reconocida por su asociación con el Partido de la Revolución Democrática. Entre 2012 y 2015 ofició como Diputada por la LXII Legislatura en representación del Distrito Federal.

## Carrera
Tras realizar estudios de Sociología en la Universidad Autónoma de México a comienzos de la década de 1990, Bautista se vinculó oficialmente con el Partido de la Revolución Democrática. El 29 de agosto de 2012 tomó protesta como Diputada por la LXII Legislatura del Congreso de la Unión de México en representación del Distrito Federal, presidiendo además la comisión de Fomento Cooperativo y Economía Social e integrando las comisiones de Salud, Deporte e Igualdad de Género.